# Jimmy Steward
James Steward Bodden, plus connu sous le nom de Jimmy Steward (né le 9 décembre 1946 au Honduras) est un footballeur international hondurien qui évoluait au poste de gardien de but.

## Biographie

### Carrière en club
James Steward joue en faveur du Club Deportivo Platense, du Real España, et du Club Deportivo Marathón.
Il remporte au cours de sa carrière quatre titres de champion du Honduras.

### Carrière en sélection
Il joue en équipe du Honduras entre 1973 et 1982.
Il figure dans le groupe des sélectionnés lors de la Coupe du monde de 1982. Lors du mondial organisé en Espagne, il ne joue aucun match.

## Palmarès
| Platense - Championnat du Honduras (1) : - Champion : 1965-66. |  | Real España - Championnat du Honduras (3) : - Champion : 1975, 1976 et 1980. - Vice-champion : 1977 et 1978. - Copa Interclubes UNCAF : - Finaliste : 1979. |